# Palaeagrotis
Palaeagrotis là một chi bướm đêm thuộc họ Noctuidae.

## Loài
- Palaeagrotis inops (Lederer, 1853)